# Les Petits Chars Tamponneurs
Les Petits Chars Tamponneurs (voorheen: Les Petits Ben-Hur) is een attractie van het type botsauto's in het attractiepark Parc Astérix in Plailly.

## Geschiedenis
De botsauto's zijn een van de eerste attracties in het park bij de opening in 1989 en de attractie is geschikt voor kinderen. De attractie stond in de beginjaren in Le Camp Romain, nu L'Empire Romain. De botsauto's van Les Petits Ben-Hur stonden naast de grotere botsauto's Ben-Hur, die geschikt waren voor de grotere kinderen en volwassenen. Daarna is de attractie verplaatst naar de huidige locatie in La Gaule en kreeg het de naam Les Petits Chars Tamponneurs. Op de huidige locatie staat sinds 1998 de ingang van de rondrit Les Espions de César.

## Naamgeving
De eerste naam van de attractie, Les Petits Ben-Hur, is terug te herleiden naar de roman Ben-Hur uit 1880 die zich afspeelt in de Gallo-Romeinse periode. In 1959 werd Ben-Hur succesvol verfilmd en datzelfde jaar werden de eerste tekeningen van Asterix de Galliër uitgebracht in het tijdschrift Pilote. In het tweede album, Het gouden snoeimes, werd er al op pagina 11 ook naar Ben-Hur verwezen wanneer twee wagenrenners elkaar willen passeren en met elkaar ruziën. De film Ben-Hur diende ook als een inspiratiebron voor het vierde deel van de strip, Asterix als Gladiator, die uitkwam in 1964. In deze strip komen strijdwagens voor waar de wagenrenners door de Romeinse arena rijden die doen denken aan de strijdwagens uit de film. De botsauto's zijn wat dat betreft het pretparkequivalent van de strijdwagens en de naam van de attractie was een hommage voor de inspiratie bij de start van de stripreeks.
De huidige naam Les Petits Chars Tamponneurs betekent ''de kleine bumper-tanks'' en slaat op de toverdrank die onoverwinnelijk maakt.
Afbeeldingen · Lijst van attracties